# La historia de Juana
La historia de Juana es una telenovela mexicana de comedia dramática producida por W Studios para TelevisaUnivision en el 2024. La telenovela es una versión de la historia venezolana de 2002 creada por Perla Farias, Juana, la virgen, siendo desarrollada por la propia Farias. El rodaje de la telenovela inició el 5 de diciembre de 2023. Se estrenó a través de Las Estrellas el 3 de junio de 2024 en sustitución de Marea de pasiones, y finalizó el 30 de agosto del mismo año siendo reemplazado por El precio de amarte.
Está protagonizada por Camila Valero y Brandon Peniche, junto con Fabiola Guajardo, Irina Baeva y Alexis Ayala en los roles antagónicos.

## Reparto
Una lista completa del reparto confirmado se publicó a través de People en Español el 6 de diciembre de 2023.

### Principales
- Camila Valero como Juana Guadalupe Bravo
- Brandon Peniche como Gabriel Rubio
- Fabiola Guajardo como Camila Montes
- Cynthia Klitbo como Josefina Sosa
- Irina Baeva como Paula Fuenmayor
- Grettell Valdez como Jenny Bravo Sosa
- Mario Morán como Felipe Bravo
- Henry Zakka como Guillermo «Memo»
- Moisés Arizmendi como Salvador Castillo
- Omar Germenos como Carlos Poza
- Carlos Gatica como David Ayala
- Daniela Cordero como Enriqueta Valdez
- Luis Gatica como Ramón Bravo
- Valentina Buzzurro como Margarita Bravo
- Issabela Camil como Amparo Robledo
- Federico Espejo como Manuel Fuenmayor
- Gabriela Carrillo como Inés Campos
- Ara Saldívar como Yadira Soto
- Natalia Payán como Daniela Rojas
- Paly Duval como Viviana Sola
- Daniela Cristo como Susana Ramírez
- David López como César Pacheco
- Juanjo Ramosanz como Pepito
- Alexis Ayala como Rogelio Fuenmayor

### Recurrentes e invitados especiales
- Diego Klein como Francisco
- Anilú Pardo
- Enrique Chi
- Miguel Salas
- Víctor Oliveira
- Lilia Navarro
- Pancho Tello
- Roger Montes
- Julia Díaz
- Valentina Girón
- Camila Acosta
- Diego Valle
- Mariana Lodoza
- Daniela Romero
- Mariana Almazzi
- Diego Medellín

## Episodios
| N.º | Título                                                    | Fecha de emisión original | Audiencia (millones) |
| --- | --------------------------------------------------------- | ------------------------- | -------------------- |
| 1   | «Juana, la virgen»                                        | 3 de junio de 2024        | 2.79                 |
| 2   | «No traicionaré a mi mejor amigo»                         | 4 de junio de 2024        | 2.64                 |
| 3   | «El sueño de ser padre»                                   | 5 de junio de 2024        | 2.83                 |
| 4   | «La maldición de la familia»                              | 6 de junio de 2024        | 2.69                 |
| 5   | «Por obra y gracia del Espíritu Santo»                    | 7 de junio de 2024        | 2.41                 |
| 6   | «Pasamos la noche juntos»                                 | 10 de junio de 2024       | 2.46                 |
| 7   | «Te embarazamos por error»                                | 11 de junio de 2024       | 2.38                 |
| 8   | «A lo hecho, pecho»                                       | 12 de junio de 2024       | 2.78                 |
| 9   | «No nací para ser engañada»                               | 13 de junio de 2024       | 2.51                 |
| 10  | «Necesito encontrarla»                                    | 14 de junio de 2024       | 2.56                 |
| 11  | «La manzana de la discordia»                              | 17 de junio de 2024       | 2.65                 |
| 12  | «Una mujer está embarazada de mí»                         | 18 de junio de 2024       | 2.58                 |
| 13  | «Me gusta estar cerca de Juana»                           | 19 de junio de 2024       | 2.52                 |
| 14  | «La futura madre de su hijo»                              | 20 de junio de 2024       | 2.69                 |
| 15  | «Estoy perdidamente enamorada de ti»                      | 21 de junio de 2024       | 2.42                 |
| 16  | «El amor llega»                                           | 24 de junio de 2024       | 2.84                 |
| 17  | «Paula, quiero el divorcio»                               | 25 de junio de 2024       | 2.52                 |
| 18  | «El enigma de Gabriel»                                    | 26 de junio de 2024       | 2.59                 |
| 19  | «Juana es la persona más importante que tengo en la vida» | 27 de junio de 2024       | 2.77                 |
| 20  | «Nunca me había sentido así»                              | 28 de junio de 2024       | 2.68                 |
| 21  | «Nunca había sentido tanto con un beso»                   | 1 de julio de 2024        | 2.69                 |
| 22  | «Un corazón fuerte»                                       | 2 de julio de 2024        | 2.67                 |
| 23  | «El documento es apócrifo»                                | 3 de julio de 2024        | 2.39                 |
| 24  | «Enferma de enojo»                                        | 4 de julio de 2024        | 2.70                 |
| 25  | «Alergia a la realidad»                                   | 5 de julio de 2024        | 2.65                 |
| 26  | «Siempre estarás encadenado a mí»                         | 8 de julio de 2024        | 2.54                 |
| 27  | «Tu hijo es de Gabriel»                                   | 9 de julio de 2024        | 2.62                 |
| 28  | «¿Por qué el amor duele tanto?»                           | 10 de julio de 2024       | 2.76                 |
| 29  | «Adiós a la Juana inocente»                               | 11 de julio de 2024       | 2.94                 |
| 30  | «¿Perdí a nuestro bebé?»                                  | 12 de julio de 2024       | 2.43                 |
| 31  | «¡Nuestra historia comenzó al revés!»                     | 15 de julio de 2024       | 2.78                 |
| 32  | «Tu egoísmo fue más grande que mi amor»                   | 16 de julio de 2024       | 2.60                 |
| 33  | «Su palabra contra la nuestra»                            | 17 de julio de 2024       | 2.61                 |
| 34  | «El matrimonio sólo es un papel»                          | 18 de julio de 2024       | 2.54                 |
| 35  | «¿Quién merece otra oportunidad?»                         | 19 de julio de 2024       | 2.45                 |
| 36  | «Desconfía hasta de tu sombra»                            | 22 de julio de 2024       | 2.60                 |
| 37  | «¡Necesito divorciarme ya!»                               | 23 de julio de 2024       | 2.38                 |
| 38  | «Nacieron para estar juntos»                              | 24 de julio de 2024       | 2.55                 |
| 39  | «Tendríamos un hijo en común»                             | 25 de julio de 2024       | 2.30                 |
| 40  | «Una vida llena de comodidades»                           | 26 de julio de 2024       | 2.52                 |
| 41  | «La ley en mis propias manos»                             | 29 de julio de 2024       | 2.66                 |
| 42  | «Me siento en un reality»                                 | 30 de julio de 2024       | 2.35                 |
| 43  | «Si me llega a pasar algo...»                             | 31 de julio de 2024       | 2.18                 |
| 44  | «Intento de robo»                                         | 1 de agosto de 2024       | 2.39                 |
| 45  | «El milagro de la Virgen»                                 | 2 de agosto de 2024       | 2.31                 |
| 46  | «Un amor peligroso»                                       | 5 de agosto de 2024       | 2.46                 |
| 47  | «Vete del país»                                           | 6 de agosto de 2024       | 2.70                 |
| 48  | «Una guerra de dos familias»                              | 7 de agosto de 2024       | 2.59                 |
| 49  | «Tenemos el tiempo encima»                                | 8 de agosto de 2024       | 2.26                 |
| 50  | «Orden de captura»                                        | 9 de agosto de 2024       | 2.20                 |
| 51  | «Lo frágil que es la vida»                                | 12 de agosto de 2024      | 2.40                 |
| 52  | «Nada ni nadie me va a detener»                           | 13 de agosto de 2024      | 2.20                 |
| 53  | «Me quiero casar contigo»                                 | 14 de agosto de 2024      | 2.20                 |
| 54  | «Peleando por el amor»                                    | 15 de agosto de 2024      | 2.40                 |
| 55  | «¿Quién merece otra oportunidad?»                         | 16 de agosto de 2024      | 2.20                 |
| 56  | «Siempre volveré a ti»                                    | 19 de agosto de 2024      | 2.30                 |
| 57  | «El nuevo presidente de la empresa»                       | 20 de agosto de 2024      | 2.50                 |
| 58  | «Labor de parto»                                          | 21 de agosto de 2024      | 2.50                 |
| 59  | «El heredero de todo»                                     | 22 de agosto de 2024      | 2.40                 |
| 60  | «Tu vida es una porquería»                                | 23 de agosto de 2024      | 2.50                 |
| 61  | «Necesito que Gabriel pierda todo»                        | 26 de agosto de 2024      | 2.40                 |
| 62  | «Esta noche quieren acabar contigo»                       | 27 de agosto de 2024      | 2.50                 |
| 63  | «La muerte de Ramón»                                      | 28 de agosto de 2024      | 2.60                 |
| 64  | «Por Gabriel, lo que sea»                                 | 29 de agosto de 2024      | 2.70                 |
| 65  | «Siempre fueron mi destino»                               | 30 de agosto de 2024      | 3.03                 |

Nota
1. ↑  Este episodio se pre-estrenó el 31 de mayo de 2024 a través de Vix, la página, app y redes sociales oficiales —incluido el canal de Youtube y cuenta oficial de Facebook— de Las Estrellas.[9]

## Audiencias
| Temporada | Horario (CT)                     | Episodios | Primera emisión    | Primera emisión      | Última emisión       | Última emisión       | Prom. de espectadores (millones) |
| Temporada | Horario (CT)                     | Episodios | Fecha              | Audiencia (millones) | Fecha                | Audiencia (millones) | Prom. de espectadores (millones) |
| --------- | -------------------------------- | --------- | ------------------ | -------------------- | -------------------- | -------------------- | -------------------------------- |
| 1         | Lunes a viernes 21:30 - 22:30 h. | 65        | 3 de junio de 2024 | 2.79                 | 30 de agosto de 2024 | 3.03                 | 2.5                              |